# 江賜美
江賜美（1933年—），南投市人，為少數布袋戲女性表演者，也是臺灣布袋戲界第一代女主演，2010經新北市政府公告認定為新北市傳統表演藝術「布袋戲」保存者，2021獲文化部公告為重要傳統表演藝術「布袋戲」保存者，成為「人間國寶」。

## 生平
江賜美出生於南投三塊厝，祖父江金鰲，人稱「海鵝伯」，為西螺阿善師的再傳弟子，地方開設武館替人接骨療傷。
父親江同生，原隨父親習武。但後來因曲館的生活較武館輕鬆，轉而去學習子弟戲，除了鼓吹外特別擅長於弦拉樂器。1945年8月，戰後傳統民間習俗信仰恢復，江家逐步踏上布袋戲舞台。
江賜美沒有正式拜師學藝，而是直接觀摩「復興社」張萬得、「森林園」鄒森林、「集義園」周坤榮、內春吳樹全等與父親有交情的知名藝師，從中學習操偶技巧、五音口白與劇情鋪排，再自己練習摸索，從中領會竅門。
1950年，江同生租下「錦華樓」戲牌組織掌中劇團，江賜美即隨戲班到處演出。次年，江賜美以十八歲正式登台演出〈狗母記〉，並擔任「頭手」（即戲班主演者），深獲好評。女性頭手在當時相當少見，也引發議論。1953年，進入到台北「眾樂園」戲院演出《萬劫樓》，巧遇「亦宛然」布袋戲團的李天祿，才有機會到延平北路「慈聖宮」演出謝神戲。1954年，江賜美與柯金富結婚。另事逢87水災南投嚴重受創後慢慢退出內臺戲市場，1959至1967年間為了生計江賜美以布袋戲賣藥團形式演出，並於1992年，六十歲時決定退休。而江賜美的孩子也接續傳統戲曲演藝之路，老大柯加財、老二柯加添擅長「三大戲」的主演，老么柯秋芬成立「快樂掌中劇團」。